# 漁山列島
漁山列島（ぎょざんれっとう）は、浙江省寧波市象山県に属しており、北緯28度53分、東経122度16分に位置する島嶼である。同列島は陸地の石浦鎮から27海里（約47.5km）離れた東シナ海上にあり、北漁山、南漁山の2つの主島と、約50個の岩礁から成り、面積は0.44平方km。有人島は北漁山のみである。

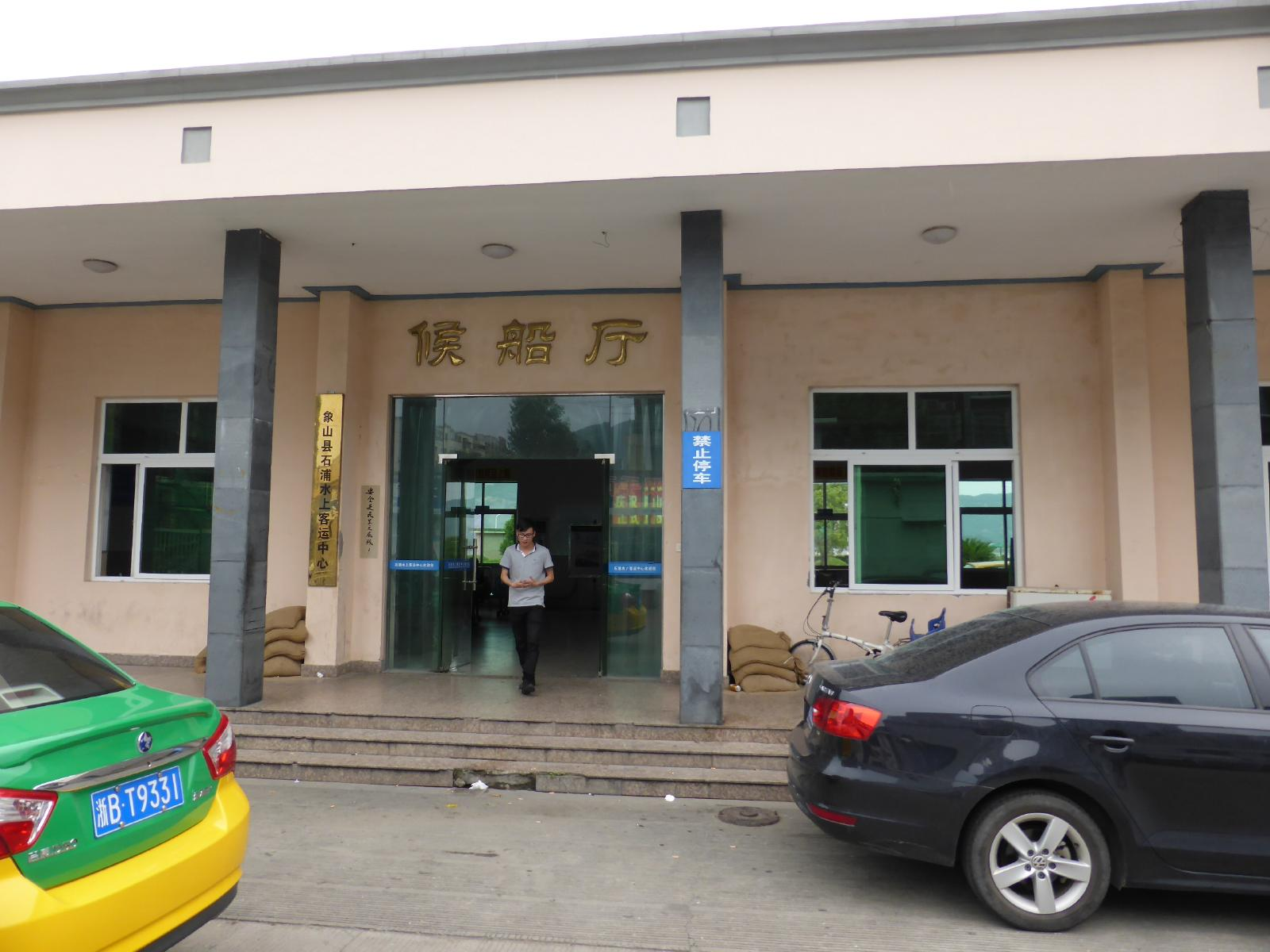
寧波市象山県にある石浦港

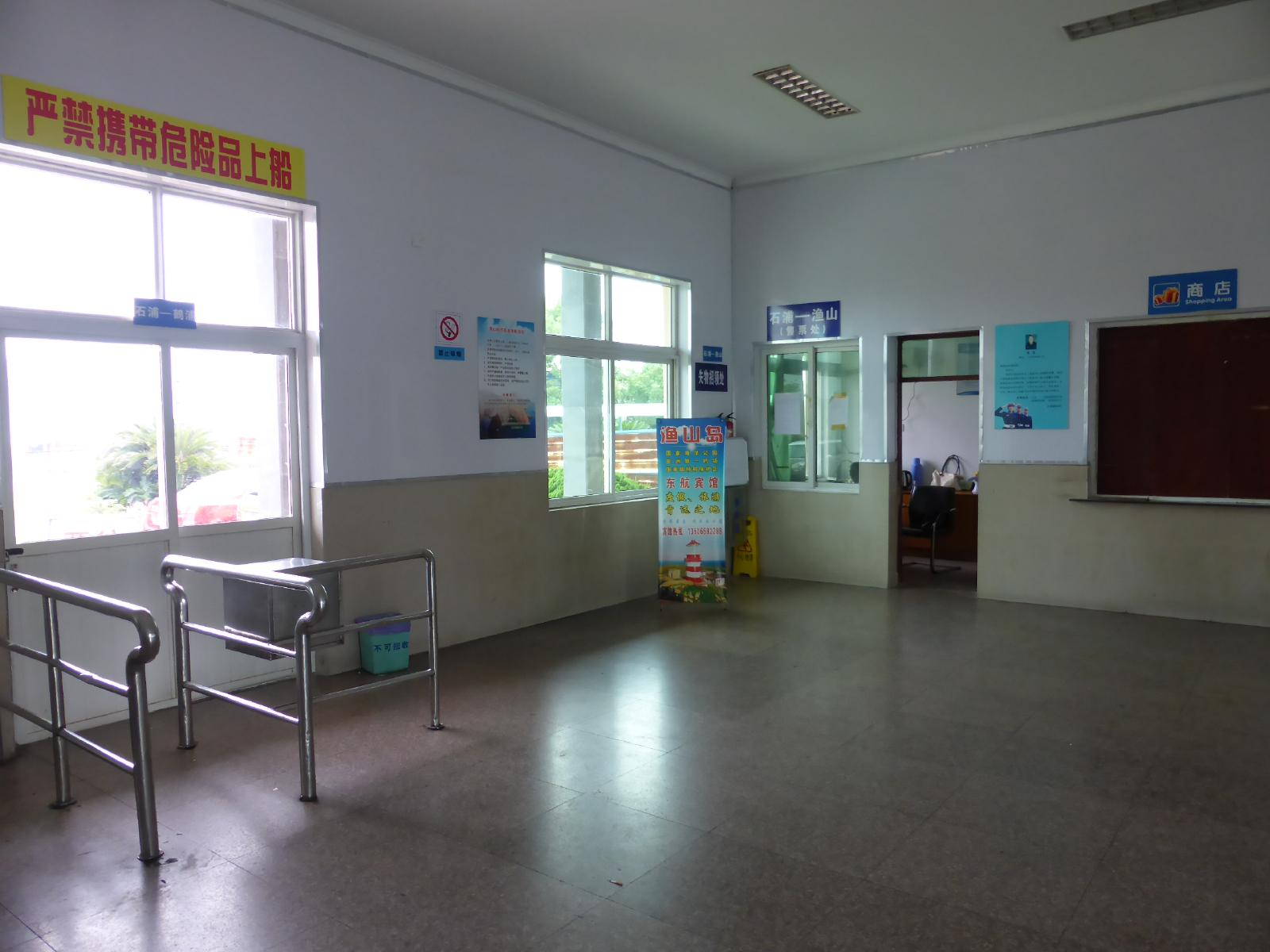
漁山列島行きのターミナル内部

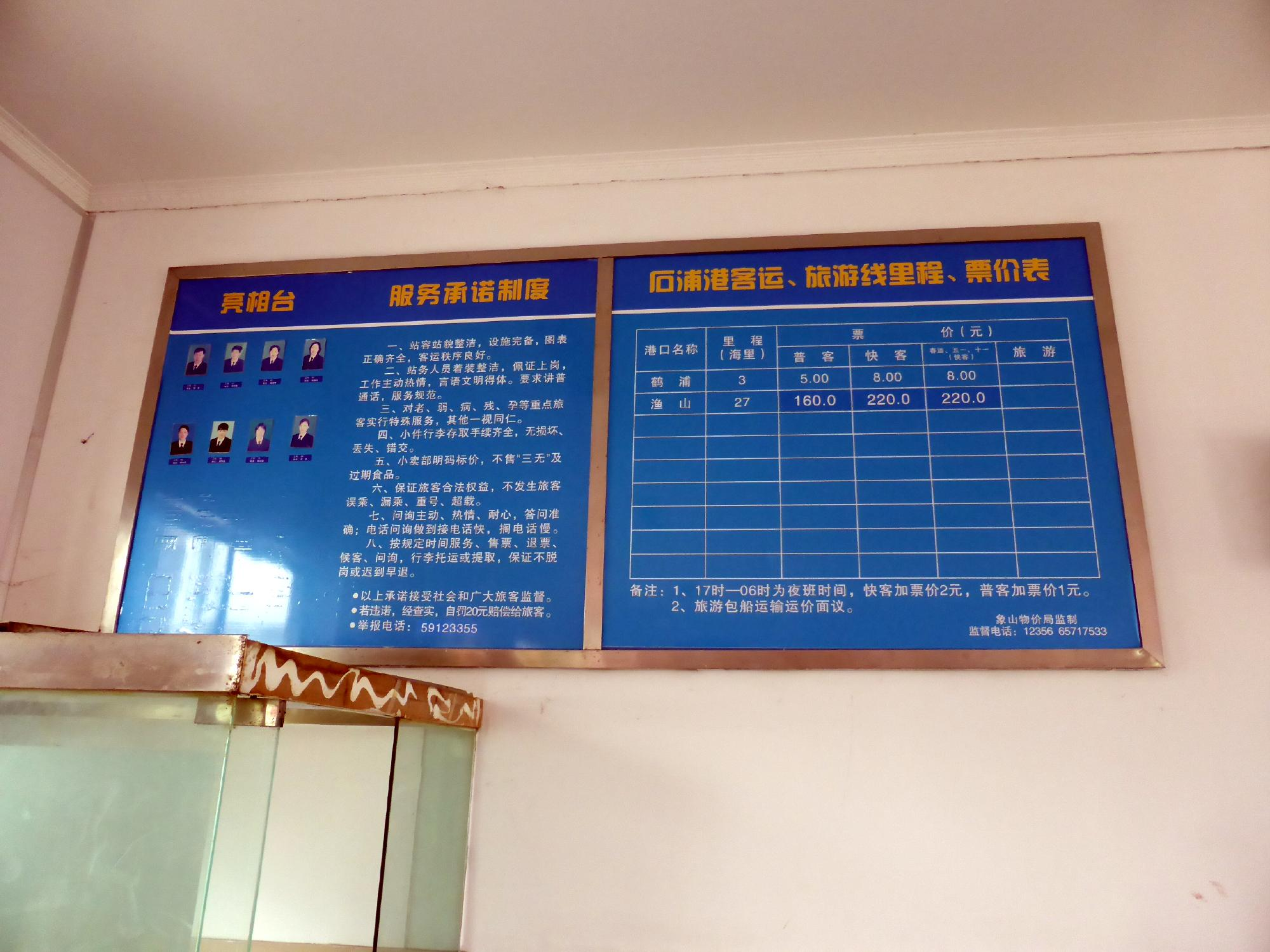
船舶料金表と距離

## 概要
古地図には魚山の名称で登場。現在同列島は中国領海基点になっている。島民の多くは漁業で生計をたてている。国民党政府が大陳島を撤退するときに、漁山列島の多くの島民も台湾に落ち延び、現在台東県富岡新村で生活している。

## 交通
寧波国際空港、もしくは寧波駅・寧海駅から直通バスで象山県石浦鎮に行き、そこから同列島にはフェリーで行く。